# Berezówka (województwo lubelskie)
Berezówka – wieś w Polsce położona w województwie lubelskim, w powiecie bialskim, w gminie Zalesie.
Wieś jest sołectwem w gminie Zalesie. Według Narodowego Spisu Powszechnego z roku 2011 wieś liczyła 165 mieszkańców.
Wierni Kościoła rzymskokatolickiego należą do parafii Przemienienia Pańskiego w Malowej Górze.
| SIMC    | Nazwa   | Rodzaj             |
| ------- | ------- | ------------------ |
| 0022697 | Malówka | część miejscowości |
| 0022705 | Ogródki | część miejscowości |

## Historia
Według spisu miast, wsi, osad Królestwa Polskiego z roku 1827 wieś podlegała  parafii w Malowej Górze posiadała 10 domów i 67 mieszkańców. W drugiej połowie XX wieku Berezówka to wieś w powiecie bialskim, ówczesnej gminie Kobylany. W roku 1884 posiadała 29 domów i 214 mieszkańców oraz 342 mórg ziemi. Według spisu z 1921 roku wieś liczyła 284 mieszkańców, w tym 257 Polaków i 27 Ukraińców (Rusinów). Pod względem wyznaniowym 229 osób stanowili rzymscy katolicyzm, a 55 osób prawosławni.
W latach 1954–1968 wieś należała i była siedzibą władz gromady Berezówka, po jej zniesieniu w gromadzie Pratulin. W latach 1975–1998 miejscowość administracyjnie należała do województwa bialskopodlaskiego.